# Magasin (våben)
 For alternative betydninger, se Magasin. (Se også artikler, som begynder med Magasin)
Et magasin er oftest en aftagelig boks eller beholder indeholdende ammunition til håndskydevåben. Flere opladte magasiner giver en hurtig genladning af våbnet.
Enkelte rifler og haglgeværer (pumpguns) har fast magasin, så patronerne indsættes i våbnet en efter en. Det hulrum i våbnet, der rummer patronerne kaldes også et magasin.
På lidt ældre militære rifler findes ikke et løst magasin, men patronerne føres i laderammer eller ladeclips, typisk 5-8 patroner ad gangen. Når f.eks. et garandgevær er skudt tomt, udkastes den tomme laderamme automatisk, og skytten indfører den nye laderamme med 8 patroner i magasinet.
- Wikimedia Commons har flere filer relateret til Magasin (våben)

| Våben | Spire Denne artikel om våben er en spire som bør udbygges. Du er velkommen til at hjælpe Wikipedia ved at udvide den. |